# 白毛黄荆
白毛黄荆（学名：Vitex negundo f. alba）为马鞭草科牡荆属黄荆下的一个变型。

## 扩展阅读
- 維基物種上的相關：白毛黄荆